# Zygodactyl

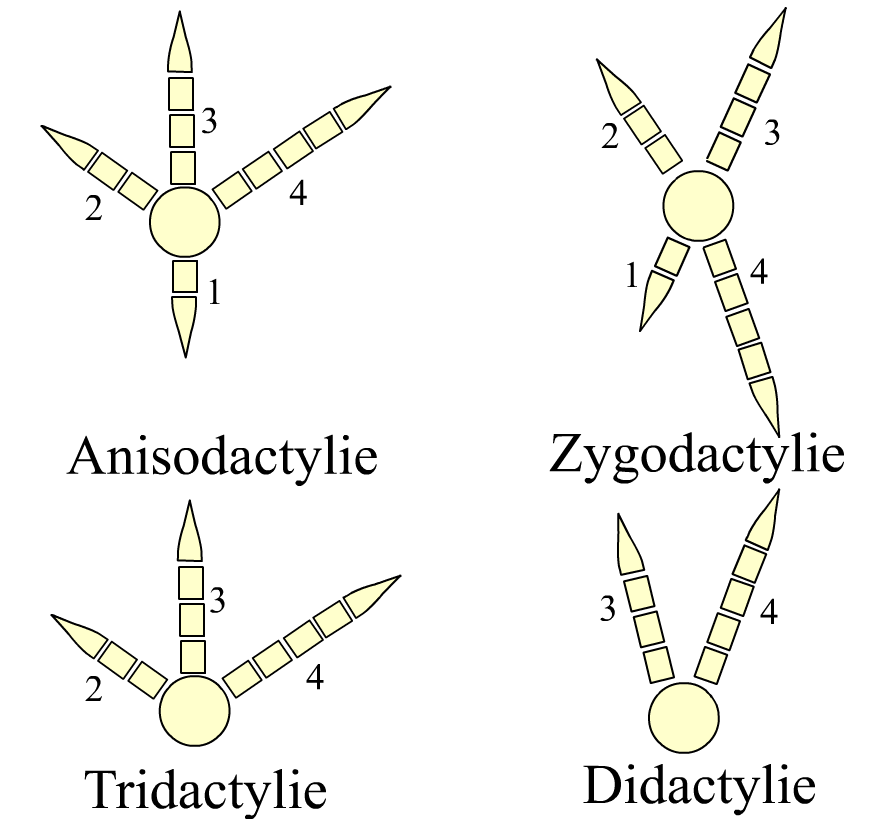
Types vogelvoeten

Zygodactyl is een configuratie van de poten van bepaalde dieren waarbij de tenen of vingers paarsgewijs tegenover elkaar staan. De benaming komt van het Griekse woord ζυγόν zugón, dat juk of paar betekent en δάκτυλος dáktulos, dat vinger of teen betekent. Zygodactyl betekent aldus gepaarde (zygo-) tenen (-dactylus).
De meeste dieren hebben tenen en vingers die een kant op staan. Sommige dieren, met name vogels, hebben de tenen zygodactyl staan, tegenover elkaar. Een ander voorbeeld zijn kameleons, een groep van boombewonende hagedissen. Deze gebruiken hun gepaarde tenen en vingers om zich aan takken te hechten.
Het komt echter het meest voor bij vogels, namelijk bij de klimmende soorten. Dit betekent dat de vogel vier tenen heeft. Twee tenen aan weerszijden van de poot, deze worden samen gebruikt. De vogel oefent hiermee grip uit op de oppervlakte waar deze op beweegt. De meeste spechten (inclusief de draaihals), papegaaien, koekoeken (inclusief de renkoekoeken) en sommige uilen hebben dit. Niet alle klimmende vogels plaatsen hun tenen in deze verhouding, er zijn uitzonderingen zoals de drieteenspecht.